# Metallochlora aurigera
Metallochlora aurigera là một loài bướm đêm trong họ Geometridae.